# Cattedrali di Rouen (serie di Monet)
La serie delle Cattedrali di Rouen è formata da 30 dipinti ad olio di Claude Monet realizzati tra il 1892 ed il 1894 e raffiguranti dallo stesso punto di vista il portale della Cattedrale di Rouen; quel che cambia sono le condizioni della luce che si riflette sulla cattedrale di Rouen, in particolare sul suo portale.

## Introduzione

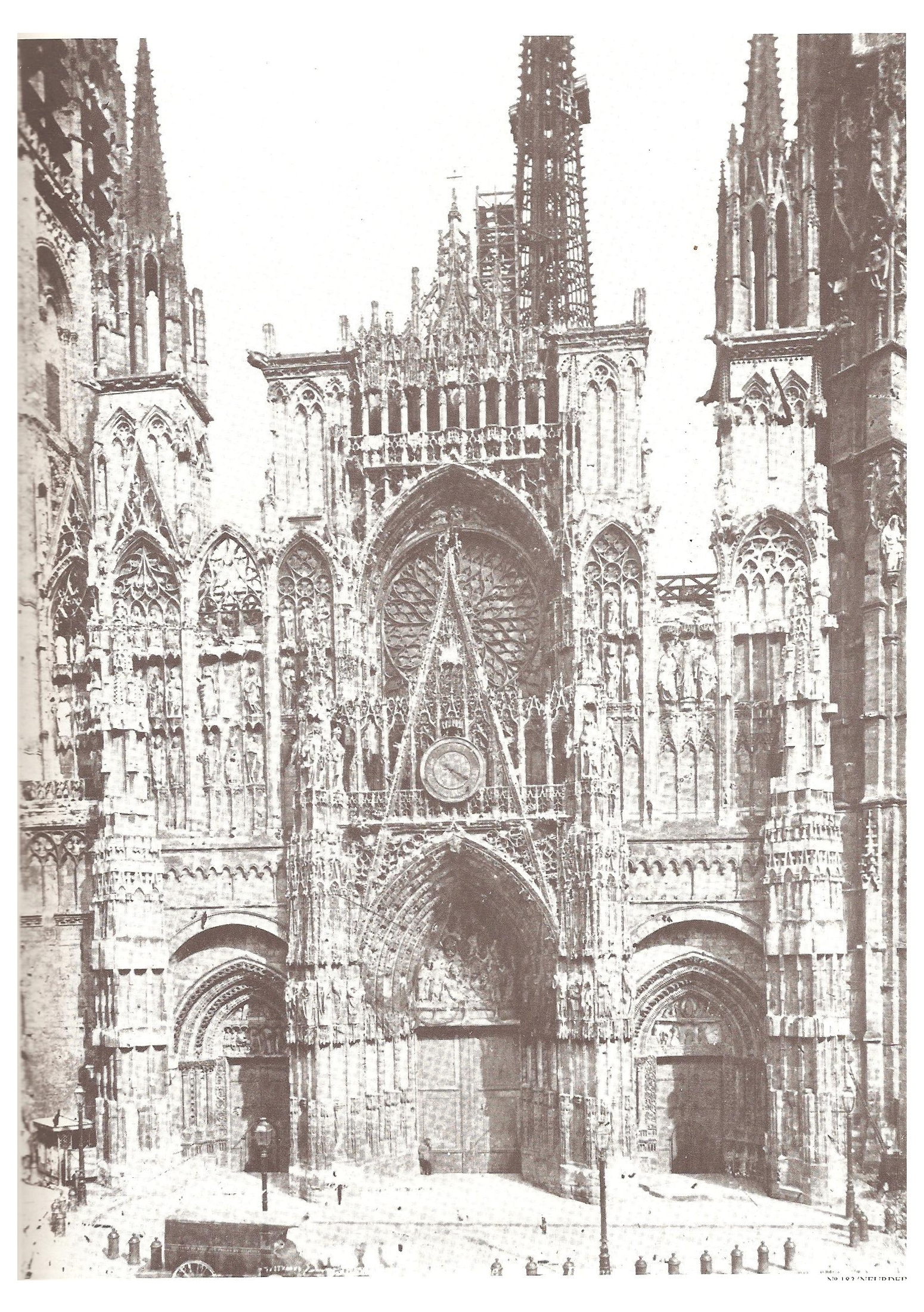
La cattedrale di Rouen nel 1882

### Preambolo
Il 1892 fu un anno cruciale per Monet, ma anche per le sorti dell'Impressionismo e della pittura moderna in generale, poiché vide il pittore iniziare il monumentale ciclo delle Cattedrali di Rouen. Rouen era già all'epoca un fiorente centro commerciale ed industriale ubicato nella regione dell'Alta Normandia e dotata di un patrimonio architettonico di tutto rilievo: significativa, in tal senso, risulta la cattedrale, un'imponente costruzione gotica iniziata intorno al 1145 e terminata nel 1250.
Quando Claude Monet si trasferì a Rouen nel 1892 certamente fu affascinato dalla grandiosa mole della cattedrale, che tra l'altro gli doveva risultare già nota in quanto riprodotta in migliaia di fotografie. Egli, tuttavia, non si fermò all'atmosfera deliziosamente cartolinesca evocata dalla costruzione e preferì sfruttarla come un pretesto per indagare le problematiche relative alla luce ed al colore. Fu per questo motivo che, una volta stabilitosi in una stanza all'hôtel de l'Angleterre, a pochi passi dalla Senna, il pittore non perse tempo e subito cercò di fissare le impressioni fuggevolissime e cangianti che scaturivano dall'interazione della luce con le forme gotiche della cattedrale. Tra il 1892 e il 1894 Monet diede vita a trenta Cattedrali di Rouen.

### Caratteristiche globali
Ma perché realizzare decine e decine di tele tutte incentrate sullo stesso motivo, sullo stesso paradigma artistico? Non bisogna dimenticare che Monet, dopo aver considerato accuratamente la natura fisica dell'occhio e le caratteristiche dell'immagine retinica, voleva trascrivere sulla tela i molteplici fenomeni della luce e del coavevano un'assoluta precedenza su forma e racconto. Per far ciò spesso conveniva soffermarsi su un unico soggetto e studiare come questo mutasse il proprio aspetto a seconda dell'ora, del tempo, della stagione, della tensione atmosferica. Monet, in questo modo, non era affatto interessato alla pur grandiosa struttura architettonica della cattedrale: il suo obiettivo piuttosto era quello di dimostrare come un unico soggetto, grazie alla straordinaria polimorfia della luce e dei colori, fosse sufficiente a generare stimoli visivi sempre nuovi ed entusiasmanti.
Di seguito si riporta un importante commento del critico Piero Adorno:
(Pietro Adorno)
Adorno ha giustamente sottolineato come, risentendo della recentissima invenzione della fotografia, Monet non abbia colto il monumento frontalmente, in maniera tradizionale, preferendo piuttosto adottare un punto di vista leggermente disassato, per via del quale la cattedrale non si vede che in parte, obliquamente: «ma se la cosa è sempre una cosa definita» sottolinea Giulio Carlo Argan «l'immagine tende a ingrandirsi, ad occupare tutto lo spazio della nostra coscienza, ad oltrepassarlo persino. Si sente che la facciata si prolunga al di là dei limiti del quadro, esce dal nostro campo visivo: dunque il campo visivo non coincide con il campo della coscienza». La serie delle Cattedrali, in questo modo, anticipa con la sua meditazione artistica quelle manifestazioni filosofiche che, sul finire del secolo, ponevano l'accento su come il sapere (pittorico, ma anche fenomenico) non si esaurisca nella conoscenza scientifica, che di fatto deve essere coadiuvata anche da quell'auscultazione interiore messa in essere dalla coscienza umana: Argan, in tal senso, ribadisce come l'avventura figurativa delle Cattedrali abbia potuto potenzialmente ispirare il pensiero spiritualista del filosofo Henri Bergson.

### Storia

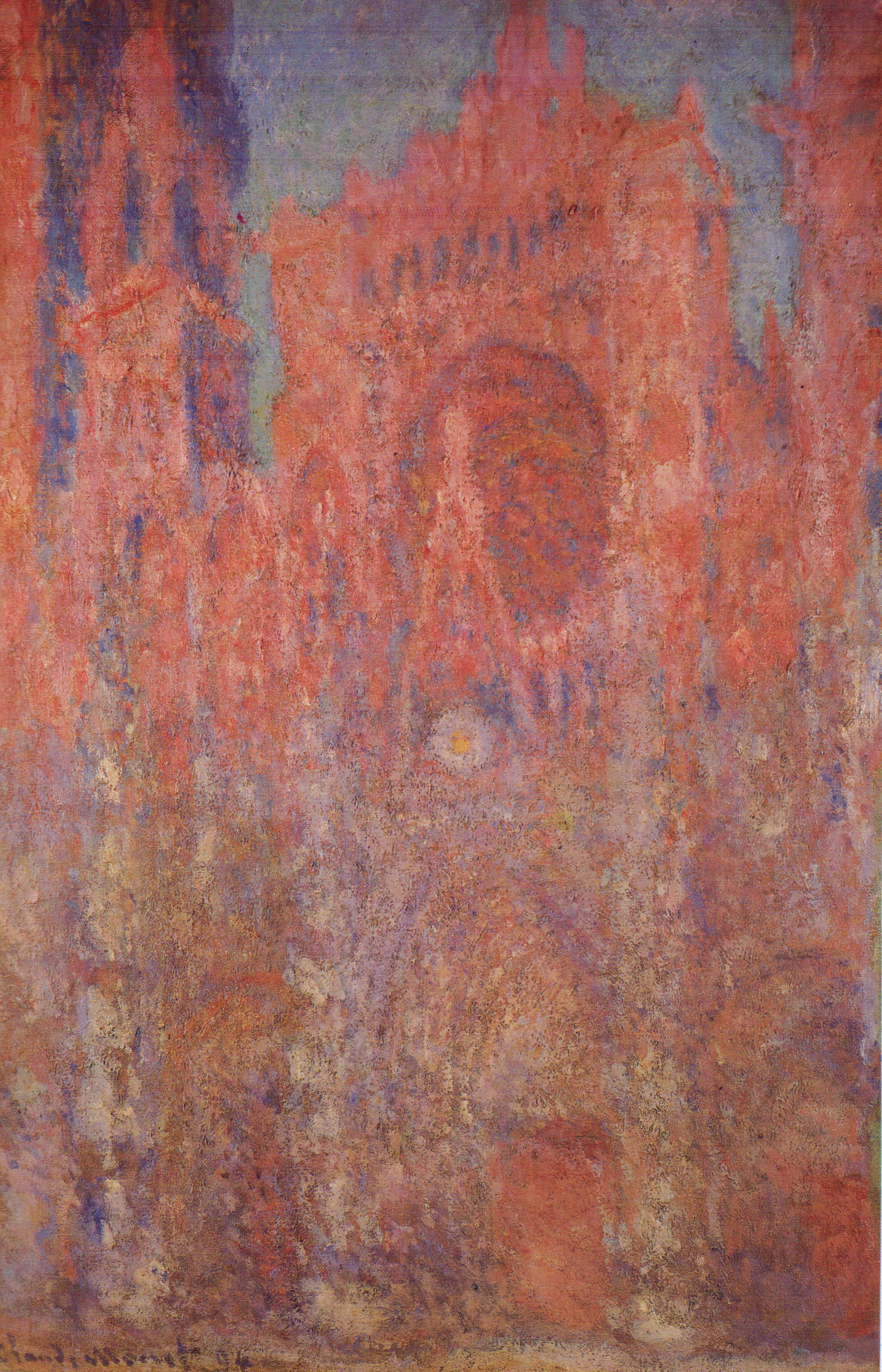
Uno dei dipinti appartenenti alla serie, con la facciata dell'edificio religioso fiammeggiante di un bel rosso vivo

#### Una gestazione tormentata
Questi dipinti seriali, pur apparendo liricamente perfetti ad un osservatore odierno, causarono al loro autore gravi dissidi interiori. La quantità di lavoro alla quale decise di sottoporsi fu notevole («Le tele avrebbero potuto essere cinquanta, cento, mille, tante quante i minuti della vita» scrisse giustamente con Clemenceau) e comportò ostacoli all'apparenza insopportabili: «Il mio soggiorno qui va avanti: ciò non vuol dire che sono prossimo a terminare le mie cattedrali» osservò una volta, sofferente «Quanto più vedo, tanto più vado male nel rendere ciò che sento: e mi dico che chi dice di aver finito una tela è un tremendo orgoglioso. [...] Lavoro a forza senza avanzare, cercando, brancolando, senza arrivare a granché, ma al punto di esserne stremato». Fu, tuttavia, un'odissea pittorica assai feconda: «Ogni giorno» osservò Monet
con sempre rinnovato stupore, «aggiungo e scopro qualcosa che non avevo ancora visto».

#### Retaggio: i giudizi di Malevič, Proust e Clemenceau
Le Cattedrali, in effetti, si sono imposte come vere e proprie icone della pittura occidentale, e hanno riscosso un'eco notevolissima. Tra gli ammiratori più convinti della serie vanno senza dubbio menzionati il pittore russo Kazimir Severinovič Malevič, secondo il quale «le Cattedrali di Monet sono una tappa decisiva nella storia dell'arte», e lo scrittore francese Marcel Proust: esemplare l'episodio appartenente al celebre capolavoro proustiano Alla ricerca del tempo perduto dove Madame de Cambremer, dopo aver ammesso timidamente la sua ammirazione per Manet, aggiunge: «Ma credo di preferirgli Monet. Ah! Le cattedrali!». Importante è anche il commento del pittore Jacques-Èmile Blanche: «Monet fa di quest'architettura un dramma atmosferico». Sempre Proust, poi, aggiunse: «Queste ore [...] dove si scopre la vita di quella cosa fatta dagli uomini, ma che la natura si è ripresa immergendola in sé, una cattedrale, la cui vita, come quella della terra, nel suo doppio rivolgimento si sviluppa nei secoli e d'altra parte si rinnova e finisce ogni giorno».
Vale la pena, infine, citare per intero l'analisi che Georges Clemenceau uomo politico illustre che ammirava molto gli Impressionisti fornì della serie:
Abilmente scelte le venti differenti condizioni di luce, le venti tele si dispongono in un certo ordine, si dividono in categorie, si completano secondo un compiuto percorso evolutivo. Il monumento, grandiosa testimonianza del sole, dardeggia il cielo con lo slancio della sua massa autoritaria offerta agli assalti della luce. Nelle sue profondità, nei suoi slanci verso l’alto, nei suoi possenti recessi o nei suoi spigoli vivi, il flutto dell’immensa marea solare accorre dallo spazio infinito, si rompe in onde luminose che colpiscono la pietra con tutti i colori del prisma o appaiono placate in chiare oscurità. Da questo incontro nasce la luce, la luce cangiante, vivente, la luce nera, grigia, bianca, azzurra, porpora, tutte le gamme di luce. Il fatto è che tutti i colori sono bruciati di luce, “ricondotti”, secondo l’espressione di Duranty, “all’unità luminosa che fonde i sette raggi prismatici in un solo lampo incolore che è la luce”.
Appese al muro, le venti tele sono venti rivelazioni meravigliose, ma la stretta relazione che le lega sfugge, temo, all’osservatore frettoloso. Ordinate in base alla loro funzione, rivelerebbero la perfetta equivalenza tra l’arte e il fenomeno: il miracolo. Immaginatele disposte su quattro pareti così come lo sono oggi, ma in serie di transizione di luci: la grande massa nera all’inizio della serie grigia che via via diventa sempre più chiara, la serie bianca che va dalla luce sfumata alle precisioni splendenti che proseguono e si completano nei bagliori cangianti della serie iridata, i quali si addolciscono nella calma della serie azzurra e si dissolvono nella divina nebbia turchina.
Allora, con un ampio colpo d’occhio che abbraccia il tutto, avrete, in una folgorazione, la percezione della cosa fuori del comune, del prodigio. E quelle cattedrali grigie, che sono di porpora o di azzurro violentato d’oro; e quelle cattedrali iridescenti, che sembrano viste attraverso un prisma girevole; e quelle cattedrali azzurre, che sono rosa, vi daranno tutt’a un tratto la visione duratura non più di venti, ma di cento, di mille, di un miliardo di aspetti diversi della cattedrale di sempre nel ciclo immenso dei soli. Sarebbe la vita stessa, così come può essercene comunicata la sensazione nella sua realtà più intensa. Ultima perfezione d’arte fin qui mai raggiunta.»

## La cattedrale di Rouen dal giorno alla sera
Di seguito si propone un'analisi collettiva delle varie Cattedrali in maniera sequenziale secondo la loro ora di realizzazione, partendo dalle versioni «mattutine» per poi giungere a quelle meridiane e serali.
| Immagine   |                                    |                                                   |                                      |                                       |                                             |
| Sigla      |                                    |                                                   |                                      |                                       |                                             |
| Titolo     | La Cattedrale di Rouen, primo sole | La Cattedrale di Rouen, effetti di luce mattutina | La Cattedrale di Rouen a mezzogiorno | La Cattedrale di Rouen, in pieno sole | La Cattedrale di Rouen, al sole tramontante |
| Anno       | 1893                               | 1894                                              | 1894                                 | 1894                                  | 1894                                        |
| Dimensioni | 106×73 cm                          | 91×63 cm                                          | 100×65 cm                            | 107×73 cm                             | 101×65 cm                                   |
| Ubicazione | Museo d'Orsay, Parigi              | Museo d'Orsay, Parigi                             | Museo Puškin, Mosca                  | Museo d'Orsay, Parigi                 | Museo Puškin, Mosca                         |

- Il sole è appena sorto e Rouen è avvolta in una fredda coltre crepuscolare che, con le sue brume vaporose, violacee, indugia a lungo sulla ruvida pietra della Cattedrale. La struttura architettonica presenta contorni fluidi, indefiniti, quasi metafisici, resi tali dal gioco mobile della luce rinfranta dalla sua facciata tormentata, e grandeggia su alcuni casolari antistanti, a significare la tutela divina sulla comunità cittadina. La materia pittorica di quest'opera ha uno carattere crostoso, granuloso del tutto particolare, che acquista maggiore vitalità soprattutto ad una visione distanziata. Il punto di vista dal basso sollecita la percezione psichica dell'osservatore, che in questo modo può immaginare realtà per nulla comprese nello spazio illusivo del quadro pittorico e meglio afferrare la monumentalità della cattedrale: è il caso soprattutto della vertiginosa altezza delle torri e dei pinnacoli, percepibile grazie al taglio operato in alto dai margini del dipinto e al fluttuante volo delle rondini, visibili nell'angolo in alto a sinistra.[6][7]
- L'atmosfera ritemprante ma algida del mattino è qui evocata grazie ad una tavolozza sapientemente modulata. Il colore della composizione tende infatti verso toni prevalentemente azzurri, virati verso fosche tonalità viola nelle zone rimaste ancora in ombra: alla freddezza dei blu, poi, Monet oppone il tepore degli ocra, applicati nelle zone della torre di sinistra, proprio dove inizia lentamente a concentrarsi la luce solare. La composizione è ancora una volta di ampio respiro e comprende persino i casolari antistanti la cattedrale, anch'essi velati dalla tenue bruma azzurrognola calata su Rouen. L'organismo architettonico, delineato ancora stavolta da pennellate tremolanti ed elusive, presenta un turbinoso succedersi di rientranze e sporgenze che, oltre a creare un suggestivo effetto di dinamismo, rifrange la luce mattutina in una danza mobilissima di luci e di ombre.[6][8]
- Appare evidente come la variabile che più di tutte influenza la risoluzione di questi dipinti è la presenza più o meno luminosa, più o meno alta sull'orizzonte del sole. In questa versione delle Cattedrali l'astro è ormai giunto al suo punto di culminazione superiore e con i suoi raggi meridiani rischiara totalmente la facciata gotica del complesso, rischiarandola di un giallo diafano e vibrante. Interessante la resa pittorica delle ombre, tratteggiate da Monet con pennellate corpose e sature di blu. Il chiarore della luce in certi punti è così ardente da scolorare l'edificio: il portone quasi non si distingue dal resto della facciata.[9]
- Soprattutto in quest'opera è palpabile il potere interpretativo dell'artista, che non ritrae la cattedrale in maniera oggettiva, bensì preferisce cogliere il modo in cui i suoi occhi la vedono. Il pieno sole allude alla controra pomeridiana, arco della giornata in cui il sole notoriamente diventa particolarmente arroventato. I dardi luminosi investono omogeneamente la facciata: le uniche zone non interessate da questo fulgore, nella fattispecie le strombature dei portali e il rosone sovrastante, polarizzano delle ombre calde e aranciate che conferiscono grande plasticità al dipinto. Le pennellate sono rapide e pastose e consentono di indagare la fisionomia architettonica dell'edificio, con il suo ricamo di cuspidi e di archi, in modo più particolareggiato, complice anche il punto di vista più vicino, che esclude dallo spazio pittorico la torre e alcune pareti laterali della facciata (ciò è particolarmente evidente confrontando questa redazione con la versione in primo sole). Anche in questo caso se si osserva la tela da vicino si sperimenta un effetto spugnoso, quasi sgocciolante: al contrario, ad una visione sufficientemente distanziata, si potrà gustare il miracolo di vedere queste enigmatiche macchie apparentemente senza senso acquistare una definizione più compiuta e vibrante.[3][10]
- Il sole è ormai all'orizzonte e ha definitivamente concluso il suo tragitto celeste giornaliero. L'edificio, dopo aver osservato il tramonto dell'astro, interagisce con una luce spenta, opaca, che riproduce il medesimo gioco di rifrazioni, riflessi, dissolvenze e diffrazioni già presente in tutte le altre Cattedrali. Irta contro un cielo saturo di giallo ocra la cattedrale divampa di un tiepido color biscotto, mentre i primi spettri crepuscolari avanzano proiettando sulla base dell'edificio un'ombra tinta di un verde profondissimo.[10][11]